# Museo de Arte Virreinal de Santa Teresa
El Museo de Arte Virreinal de Santa Teresa es un museo de arte sacro y virreinal ubicado en la ciudad de Arequipa.

## Historia
El Monasterio de Carmelitas Descalzas de San José y Santa Teresa, se fundó el 23 de noviembre de 1710, y desde entonces permanece en funciones, habitado por una Comunidad de Monjas Carmelitas, que viviendo en estricto régimen de clausura, se dedican  a la oración por cuanto sucede en el mundo exterior. A lo largo de su historia, el interior del Monasterio ha ido recibiendo en donación, comprando, y acogiendo como parte de las dotes de las monjas, una importante cantidad de objetos utilitarios y artísticos, la mayoría de ellos, de gran calidad documental, histórica y artística. 
En el año de 1999, la Comunidad de Religiosas Carmelitas tomó contacto con el restaurador Franz Grupp Castelo y la historiadora de arte, y también restauradora, Zully Mercado Guerrero de Grupp, a quienes encargaron la restauración de uno de sus lienzos de la Serie de la Vida de Santa Teresa. El proceso de restauración se llevó a cabo dentro del convento.
El 23 de junio del año 2001, un fuerte terremoto sacudió a la ciudad de Arequipa, dañando seriamente a varios de sus monumentos arquitectónicos. El convento sufrió serios daños en la iglesia, el Claustro de las Oficinas, y el campanario, mientras que el muro del Claustro del Noviciado se desplomó hacia el exterior. Muchas de las obras de arte del interior del Monasterio estaban en riesgo de dañarse con la caída de más muros, por lo que se incluyó el Monasterio en el plan de salvataje que con el concurso de ICCROM (Centro Internacional de Conservación y Restauración del Patrimonio Cultural), comandaban en Arequipa los restauradores Grupp y Mercado.
Durante el trabajo de rescate de obras de arte en riesgo, los restauradores Grupp - Mercado, pudieron ver interesantes obras artísticas con las que, como se lo comentaron a las religiosas, se podría implementar un museo. Pocas semanas después del rescate, las monjas decidieron abrir parte de su monasterio como museo, y encargaron el trabajo a Franz Grupp y Zully Mercado.
Lo primero que se hizo, fue el levantamiento de un minucioso inventario de todas las piezas que podrían considerarse como patrimonio cultural, por su antigüedad, valor artístico, valor documental, importancia histórica y otras características. En el transcurso de esta tarea, que tomó más de tres años, se identificó un número importante de piezas únicas para la historia del arte. En este tiempo, se fueron restaurando las piezas que sin lugar a dudas serían parte de la exhibición permanente del futuro museo. Bajo la supervisión de la Comunidad religiosa, se definieron los espacios arquitectónicos que se usarían como salas de exhibición y, con base en los espacios y las piezas de especial importancia, se fueron perfilando el guion museográfico y el diseño en general de la exhibición. Paralelamente, un equipo de arquitectos comandaba a un selecto grupo de maestros albañiles en la restauración arquitectónica de diversos ambientes, incluida la iglesia, cuya cobertura abovedada estaba tan dañada por el terremoto de 2001, que tuvo que desarmarse íntegramente para volver a armarse con cada una de sus piezas originales.
Los encargados del proyecto, con el guion y diseño general de la muestra ya listos, fueron diseñando también el mobiliario de exhibición, seleccionaron el tipo de iluminación que tendrían las salas y las vitrinas, y redactaron los textos de carteles de información general y los de las cédulas de identificación que tendría cada objeto. Antes de comenzar las tareas de montaje de las piezas en las salas de exhibición, se instaló un sofisticado sistema de seguridad, y se contrató los servicios de una empresa de vigilancia personal permanente. En este tiempo previo a su apertura, el museo recibió practicantes de la carrera de restauración de bienes muebles de la Universidad de Hildesheim, Alemania y de diferentes universidades de los Estados Unidos de América, quienes fueron de gran utilidad para el avance de las obras de restauración. Una de las estudiantes norteamericanas fue la encargada de traducir todos los textos del museo al idioma inglés.
Finalmente, el día 16 de junio de 2005, se bendijo y abrió al mundo, el Museo de Arte Virreinal de Santa Teresa. Los Directores y conservadores del Museo fueron los autores del mismo, Franz Grupp y Zully Mercado. Zully Mercado, murió un año y medio después, el 14 de diciembre de 2006. Actualmente, Franz Grupp es el director de la Institución.

## El Museo y sus colecciones
El Museo está organizado de manera temática en la mayoría de sus espacios expositivos, mientras que varios de estos espacios permanecen con la ambientación y uso que tuvieron originalmente. Este Museo es además un Museo Vivo, pues ambientes como la iglesia, el Coro Bajo, la Sala capitular y el Cuarto de las Campanas siguen con el mismo uso para el cual fueron construidos hace más de 3 siglos.

## Obras de trascendencia mundial que están expuestas en el Museo
La calidad artística e importancia histórica de las piezas de la colección del Museo de Arte Virreinal de Santa Teresa, es reconocida por todos los visitantes que a diario llegan al Museo, que entre sus visitantes, recibe un buen número de especialistas y estudiosos del arte universal. Es así, que varios de los objetos de la muestra permanente han sido seleccionados para ser publicados de diferente manera, en algunos casos, las piezas son fotografiadas y puestas en las páginas de libros, en otras ocasiones, los objetos han salido del Museo para ser expuestos en muestras internacionales, como el gran lienzo de la “Transverberación de Santa Teresa”, que se expuso en uno de los museos más importantes del mundo, el Museo del Prado, en Madrid, España.
Tal vez el primero de los cuadros en salir de Santa Teresa para ser expuesto, antes de que parte del Monasterio se abra como Museo, fue “La Virgen con el Niño”, que se exhibió en una muestra privada en la Nunciatura Apostólica de Lima, en el año 1982, para ser admirado por el Papa Juan Pablo II, en la primera visita que San Juan Pablo hizo al Perú. A continuación, figura una parte de la lista de piezas publicadas hasta marzo de 2020:
·        “Lámpara votiva”: Expuesta el año 1997, en la Galería del Banco BBV, de Madrid, España, en la muestra “Platería del Perú Virreinal 1535 – 1825”. Estudiada y publicada en 1993, en España, en el libro “Arequipa y el Arte de la Platería” de la Historiadora del Arte española Cristina Esteras Martín.
·        Mueble y esculturas del “Baúl de la Natividad”: Estudiado y publicado en 2014 en la Argentina, en el libro “El mobiliario del Virreinato del Perú de los siglos XVII y XVIII”, de la Historiadora de Arte argentina María Campos Carlés de Peña.
·        Grabado iluminado de Bernard de Balliu: Recientemente presentado en el Museo. Investigado por la Historiadora de Arte Zully Mercado (+) Directora del Museo de Arte Virreinal de Santa Teresa, por el Dr. Almerindo Ojeda de la Universidad de California y Director del Proyecto PESSCA, y por el conservador Franz Grupp, Director del Museo de Arte Virreinal de Santa Teresa.
·        Oleo sobre lienzo “Transverberación de Santa Teresa”: Expuesto en el Museo Nacional de Prado, en Madrid, España y, en el Palacio de Iturbide, México, en la Exposición “Pintura de los Reinos”, bajo el auspicio del Banco Banamex. Estudiado por el Historiador del Arte Jonathan Brown, y publicado en España en el libro “Identidades compartidas en el mundo hispánico”, en 2011.
·        Pintura sobre lienzo “Triunfo de David”: Publicado en Brasil (2013) y Portugal (2015) en los libros “Sacrae Imagines” y Cantate Dominum”, escritos por la Historiadora del Arte portuguesa Dra. Luzia Aurora Rocha de la Universidad Nova de Lisboa, y de la Universidade Lusiada, Portugal, quien lo estudió.
·        Manuscrito de Santa Teresa, del Relicario de Santos y Santas Carmelitas: Publicado en 2015 en España, en el libro “Cartas y manuscritos de Santa Teresa en el mundo”. El manuscrito fue estudiado y autentificado por el Padre Tomás Álvarez OCD, en el Congreso Internacional sobre las Cartas de Santa Teresa de Jesús, dentro de las celebraciones por el V Centenario del Nacimiento de la Santa, en España.
·        Pintura sobre lienzo “Barca de la Iglesia o Nave de la Paciencia”. Publicada en 2010 en Lima en el libro “Patrocinio Monarquía y Poder: el glorioso patriarca señor san Joseph en el Perú virreinal”, de la Historiadora Irma Barriga Calle, del Instituto Riva Agüero de Lima.
·        Pintura sobre lienzo “El Banquete del Rey Baltazar” de la Sala de la Vida Cotidiana. Publicadas en 2009 en Lima, en el libro “El Antiguo Testamento en el Arte del Virreinato Peruano”, de la Historiadora del Arte mexicana Marcela Corvera Poiré.
·        Pintura sobre lienzo “Alegoría del Monasterio de Santa Teresa de Arequipa”. Publicada en el libro “El Barroco Peruano”,  de la colección “Arte y Tesoros del Perú”, del Banco de Crédito del Perú, en Lima en 2003. Con estudio del Historiador peruano Ramón Mujica Pinilla.